# 金星 (相撲)
金星（きんぼし）とは、大相撲で平幕の力士が横綱と取組をして勝利することである。このため、三役以上（小結以上）が横綱に勝っても金星にはならず、単に白星と呼ばれる。

## 概要
『金星』という言葉は大正期から見られ、1930年（昭和5年1月）に金星は昇給の対象とされた。
金星を獲得すると力士褒賞金の支給標準額が10円増加する。これは、勝ち越し20点分に相当し、獲得場所に負け越しても本場所ごとの褒賞金の支給額が、10円を4000倍した4万円まるまる昇給する。ただし、不戦勝や反則勝ちの場合は金星にはならない（2003年（平成15年）7月場所5日目、横綱朝青龍の反則負けに際して、勝利した前頭2枚目旭鷲山に対し金星不適用が確認された。2014年（平成26年）9月場所4日目に、横綱日馬富士の反則負けに際して、勝利した前頭3枚目嘉風にも金星は適用されなかった）。但し、勇み足など非技・勝負結果での勝利は金星になる。
また、優勝決定戦での勝利も、それ自体は番付の昇降や持ち給金にはかかわらないものなので（優勝によって30円の昇給にはなるが）、これも金星にはならない。なお、過去に決定戦での平幕-横綱戦は7例あるものの（一騎討ちは4例）すべて横綱が勝っている。
勝ちを白星、負けを黒星と呼ぶことから生まれた表現であると思われる。また、大関に勝つことを俗称として銀星（ぎんぼし）ということがあるが、これは公式記録として集計されず、昇給にも関係しない。NHKの大相撲中継や各新聞のメディアは平幕が大関に勝っても「銀星」という言葉は使わない。銀星や三役力士が大関や横綱に勝った場合、横綱の反則での勝利の場合でも大相撲中継においてインタビューを受ける。
金星を獲得した力士はその場所の勝敗数にもよるが、勝ち越せば三賞、特に殊勲賞の選出対象になりやすい。

## 派生した俗語
- 金星を上げる - 勝てないと思える相手に勝利する事。または、絶対に勝つ事を必須としている勝負事に勝利する事。明らかに勝てないと思えた相手に勝利した場合は大金星（だいきんぼし）とも言う。
- 相撲界の隠語で、美人、または会うと勝負事に運が上がるような女性のことも「金星」と呼ぶ。逆に不美人のことは「おかる」[注釈 3]と呼ぶ。

## 金星獲得記録

### 金星獲得数
2025年（令和7年）5月場所現在。
| 1位 | 安芸乃島勝巳 | 16個 |
| 2位 | 高見山大五郎 | 12個 |
|     | 栃乃洋泰一   |      |
| 4位 | 土佐ノ海敏生 | 11個 |

10個には北の洋、出羽錦、鶴ヶ嶺、安念山、巨砲が並ぶ。

### 同一横綱からの金星獲得数
4個以上獲得した力士を記す。(太字の力士は現役力士。)
| 四股名         | 獲得金星数 （通算金星数） | 配給横綱     | 通算対戦成績 |
| -------------- | ------------------------- | ------------ | ------------ |
| 高見山大五郎   | 7個（12個）               | 輪島大士     | 19勝24敗     |
| 貴闘力忠茂     | 7個（9個）                | 曙太郎       | 15勝28敗     |
| 山錦善治郎     | 5個（6個）                | 宮城山福松   | 8勝6敗1分    |
| 大豪久照       | 5個（8個）                | 栃ノ海晃嘉   | 11勝18敗     |
| 安芸ノ島勝巳   | 4個（16個）               | 千代の富士貢 | 4勝7敗       |
| 安芸ノ島勝巳   | 4個（16個）               | 北勝海信芳   | 6勝9敗       |
| 安芸ノ島勝巳   | 4個（16個）               | 旭富士正也   | 12勝8敗      |
| 土佐ノ海敏生   | 4個（11個）               | 貴乃花光司   | 7勝21敗      |
| 鶴ヶ嶺昭男     | 4個（10個）               | 栃錦清隆     | 5勝14敗      |
| 安念山治       | 4個（10個）               | 栃錦清隆     | 8勝18敗      |
| 玉乃海太三郎   | 4個（9個）                | 栃錦清隆     | 11勝16敗     |
| 時津山仁一     | 4個（8個）                | 栃錦清隆     | 6勝24敗      |
| 豊山広光       | 4個（8個）                | 輪島大士     | 8勝15敗      |
| 安美錦竜児     | 4個（8個）                | 朝青龍明徳   | 6勝17敗      |
| 玉鷲一朗       | 4個（8個）                | 照ノ富士春雄 | 9勝11敗      |
| 太寿山忠明     | 4個（7個）                | 北の湖敏満   | 5勝6敗       |
| 遠藤聖大       | 4個（7個）                | 鶴竜力三郎   | 4勝13敗      |
| 朝潮太郎 (4代) | 4個（5個）                | 北の湖敏満   | 13勝7敗      |

### 1場所3金星獲得
1場所で4個金星を獲得した力士はいないが、金星にはならないものの類似する記録として、大関および三役在位中に4横綱を全て撃破した力士に1949年5月場所の佐賀ノ花（東冨士、前田山、照國、羽黒山）と1956年3月場所の若ノ花（鏡里、吉葉山、栃錦、千代の山）の2人がいる（ともに大関在位中）。また、同じく三役在位中に3横綱を総なめした力士として、1984年3月場所の大乃国康（倒した横綱は3金星獲得と同じ）、2019年1月場所の御嶽海久司（白鵬、鶴竜、稀勢の里）など8人（関脇6人、小結2人）いる。大関在位中に1場所で横綱を3人以上撃破した力士は13人おり、平成以降では霧島・琴奨菊・稀勢の里の3人が記録している。
| 場所                   | 力士   | 当場所地位  | 対戦日 | 対戦横綱   | 最終成績(三賞)    |
| ---------------------- | ------ | ----------- | ------ | ---------- | ----------------- |
| 1953年（昭和28年）1月  | 若ノ花 | 西前頭3枚目 | 2日目  | 千代ノ山   | 8勝7敗            |
| 1953年（昭和28年）1月  | 若ノ花 | 西前頭3枚目 | 6日目  | 東富士     | 8勝7敗            |
| 1953年（昭和28年）1月  | 若ノ花 | 西前頭3枚目 | 8日目  | 羽黒山     | 8勝7敗            |
| 1955年（昭和30年）1月  | 朝潮   | 東前頭筆頭  | 5日目  | 吉葉山     | 8勝7敗（殊勲賞）  |
| 1955年（昭和30年）1月  | 朝潮   | 東前頭筆頭  | 8日目  | 千代の山   | 8勝7敗（殊勲賞）  |
| 1955年（昭和30年）1月  | 朝潮   | 東前頭筆頭  | 9日目  | 栃錦       | 8勝7敗（殊勲賞）  |
| 1979年（昭和54年）11月 | 栃赤城 | 西前頭筆頭  | 初日   | 若乃花     | 10勝5敗（殊勲賞） |
| 1979年（昭和54年）11月 | 栃赤城 | 西前頭筆頭  | 7日目  | 三重ノ海   | 10勝5敗（殊勲賞） |
| 1979年（昭和54年）11月 | 栃赤城 | 西前頭筆頭  | 12日目 | 輪島       | 10勝5敗（殊勲賞） |
| 1983年（昭和58年）11月 | 大ノ国 | 東前頭3枚目 | 初日   | 千代の富士 | 10勝5敗（殊勲賞） |
| 1983年（昭和58年）11月 | 大ノ国 | 東前頭3枚目 | 4日目  | 隆の里     | 10勝5敗（殊勲賞） |
| 1983年（昭和58年）11月 | 大ノ国 | 東前頭3枚目 | 6日目  | 北の湖     | 10勝5敗（殊勲賞） |

### 連続場所金星獲得

#### 4場所連続
| 四股名       | 場所                   | 対戦日 | 対戦横綱 | 最終成績（三賞）  |
| ------------ | ---------------------- | ------ | -------- | ----------------- |
| 土佐ノ海     | 1998年（平成10年）11月 | 13日目 | 若乃花   | 12勝3敗（敢闘賞） |
| 土佐ノ海     | 1999年（平成11年）1月  | 2日目  | 貴乃花   | 7勝8敗            |
| 土佐ノ海     | 1999年3月              | 2日目  | 若乃花   | 8勝7敗            |
| 土佐ノ海     | 1999年3月              | 4日目  | 貴乃花   | 8勝7敗            |
| 土佐ノ海     | 1999年5月              | 初日   | 曙       | 8勝7敗（殊勲賞）  |
| 土佐ノ海     | 1999年5月              | 3日目  | 若乃花   | 8勝7敗（殊勲賞）  |
| 北勝富士大輝 | 2017年（平成29年）7月  | 3日目  | 鶴竜     | 8勝7敗            |
| 北勝富士大輝 | 2017年9月              | 4日目  | 日馬富士 | 7勝8敗            |
| 北勝富士大輝 | 2017年11月             | 7日目  | 稀勢の里 | 11勝4敗（技能賞） |
| 北勝富士大輝 | 2018年（平成30年）1月  | 3日目  | 白鵬     | 4勝11敗           |

- 2力士が獲得（2024年現在）
- 太字の力士は現役力士。

#### 3場所連続
| 四股名            | 場所                   | 対戦日 | 対戦横綱         | 最終成績（三賞）  |
| ----------------- | ---------------------- | ------ | ---------------- | ----------------- |
| 山錦善治郎        | 1930年（昭和5年）5月   | 13日目 | 宮城山福松       | 11勝              |
| 山錦善治郎        | 1930年10月             | 3日目  | 宮城山福松       | 5勝6敗            |
| 山錦善治郎        | 1931年（昭和6年）1月   | 4日目  | 宮城山福松       | 5勝6敗            |
| 楯甲新蔵          | 1940年（昭和15年）5月  | 4日目  | 男女ノ川登三     | 6勝9敗            |
| 楯甲新蔵          | 1941年（昭和16年）1月  | 5日目  | 男女ノ川登三     | 4勝11敗           |
| 楯甲新蔵          | 1941年5月              | 2日目  | 男女ノ川登三     | 3勝12敗           |
| 若乃花幹士 (初代) | 1953年（昭和28年）1月  | 2日目  | 千代の山雅信     | 8勝7敗            |
| 若乃花幹士 (初代) | 1953年（昭和28年）1月  | 6日目  | 東富士欽壹       | 8勝7敗            |
| 若乃花幹士 (初代) | 1953年（昭和28年）1月  | 8日目  | 羽黒山政司       | 8勝7敗            |
| 若乃花幹士 (初代) | 1953年3月              | 5日目  | 千代の山雅信     | 8勝7敗            |
| 若乃花幹士 (初代) | 1953年5月              | 6日目  | 東富士欽壹       | 8勝7敗            |
| 琴錦登            | 1953年（昭和28年）5月  | 初日   | 羽黒山政司       | 6勝9敗            |
| 琴錦登            | 1953年9月              | 6日目  | 千代の山雅信     | 10勝5敗           |
| 琴錦登            | 1954年（昭和29年）1月  | 10日目 | 千代の山雅信     | 2勝9敗4休         |
| 琴ヶ濱貞雄        | 1955年（昭和30年）1月  | 7日目  | 千代の山雅信     | 7勝8敗            |
| 琴ヶ濱貞雄        | 1955年3月              | 3日目  | 栃錦清隆         | 10勝5敗           |
| 琴ヶ濱貞雄        | 1955年5月              | 9日目  | 千代の山雅信     | 7勝8敗            |
| 鳴門海一行        | 1956年（昭和31年）5月  | 初日   | 鏡里喜代治       | 6勝9敗            |
| 鳴門海一行        | 1956年9月              | 6日目  | 鏡里喜代治       | 10勝5敗           |
| 鳴門海一行        | 1957年（昭和32年）1月  | 3日目  | 鏡里喜代治       | 2勝9敗4休         |
| 清國勝雄          | 1964年（昭和39年）9月  | 9日目  | 栃ノ海晃嘉       | 5勝10敗           |
| 清國勝雄          | 1964年11月             | 5日目  | 柏戸剛           | 9勝6敗            |
| 清國勝雄          | 1965年（昭和40年）1月  | 11日目 | 栃ノ海晃嘉       | 10勝5敗（技能賞） |
| 大豪久照          | 1964年11月             | 初日   | 栃ノ海晃嘉       | 9勝6敗            |
| 大豪久照          | 1965年1月              | 8日目  | 栃ノ海晃嘉       | 8勝7敗            |
| 大豪久照          | 1965年3月              | 10日目 | 栃ノ海晃嘉       | 9勝6敗（敢闘賞）  |
| 麒麟児將能        | 1966年（昭和41年）5月  | 5日目  | 柏戸剛           | 9勝6敗（殊勲賞）  |
| 麒麟児將能        | 1966年7月              | 7日目  | 柏戸剛           | 6勝9敗            |
| 麒麟児將能        | 1966年9月              | 4日目  | 佐田の山晋松     | 11勝4敗（技能賞） |
| 福の花孝一        | 1970年（昭和45年）5月  | 4日目  | 玉の海正洋       | 8勝7敗（敢闘賞）  |
| 福の花孝一        | 1970年7月              | 初日   | 玉の海正洋       | 7勝8敗            |
| 福の花孝一        | 1970年9月              | 9日目  | 北の富士勝昭     | 6勝9敗            |
| 黒姫山秀男        | 1978年（昭和53年）11月 | 13日目 | 北の湖敏満       | 9勝6敗（敢闘賞）  |
| 黒姫山秀男        | 1979年（昭和54年）1月  | 7日目  | 北の湖敏満       | 8勝7敗（殊勲賞）  |
| 黒姫山秀男        | 1979年3月              | 10日目 | 輪島大士         | 8勝7敗（殊勲賞）  |
| 栃赤城雅男        | 1981年（昭和56年）9月  | 初日   | 若乃花幹士 (2代) | 8勝7敗            |
| 栃赤城雅男        | 1981年11月             | 6日目  | 北の湖敏満       | 9勝6敗（敢闘賞）  |
| 栃赤城雅男        | 1982年（昭和57年）1月  | 10日目 | 北の湖敏満       | 2勝13敗           |
| 栃乃洋泰一        | 1998年（平成10年）5月  | 3日目  | 曙太郎           | 7勝8敗            |
| 栃乃洋泰一        | 1998年7月              | 7日目  | 若乃花勝         | 5勝10敗           |
| 栃乃洋泰一        | 1998年9月              | 13日目 | 若乃花勝         | 7勝8敗            |
| 玉春日良二        | 1998年（平成10年）9月  | 10日目 | 曙太郎           | 6勝9敗            |
| 玉春日良二        | 1998年11月             | 9日目  | 若乃花勝         | 8勝7敗            |
| 玉春日良二        | 1999（平成11年）年1月  | 4日目  | 貴乃花光司       | 5勝10敗           |
| 琴錦功宗          | 1999年（平成11年）3月  | 3日目  | 若乃花勝         | 6勝9敗            |
| 琴錦功宗          | 1999年5月              | 7日目  | 若乃花勝         | 9勝6敗            |
| 琴錦功宗          | 1999年7月              | 2日目  | 貴乃花光司       | 8勝7敗            |
| 玉鷲一朗          | 2022年（令和4年）1月   | 6日目  | 照ノ富士春雄     | 8勝7敗            |
| 玉鷲一朗          | 2022年3月              | 5日目  | 照ノ富士春雄     | 7勝8敗            |
| 玉鷲一朗          | 2022年5月              | 6日目  | 照ノ富士春雄     | 9勝6敗            |

- 16力士が獲得（2024年現在）
- 太字の力士は現役力士。

### 複数横綱からの金星獲得
- 6人
  - 三根山隆司（安藝ノ海節男、照國萬藏、前田山英五郎、東富士欽壹、千代の山雅信、鏡里喜代治）
  - 北の洋昇（東富士欽壹、千代の山雅信、吉葉山潤之輔、栃錦清隆、初代若乃花幹士、三代目朝潮太郎）
  - 出羽錦忠雄（羽黒山政司、前田山英五郎、鏡里喜代治、初代若乃花幹士、三代目朝潮太郎、大鵬幸喜）
  - 高見山大五郎（柏戸剛、佐田の山晋松、北の富士勝昭、琴櫻傑將、輪島大士、北の湖敏満）
  - 巨砲丈士（輪島大士、北の湖敏満、二代目若乃花幹士、三重ノ海剛司、千代の富士貢、隆の里俊英）
  - 安芸ノ島勝巳（千代の富士貢、北勝海信芳、大乃国康、旭富士正也、曙太郎、武蔵丸光洋）

### 優勝20回以上の複数横綱から金星獲得
- 貴乃花光司と朝青龍明徳、白鵬翔から
  - 安美錦竜児

- 大鵬幸喜と北の湖敏満から
  - 龍虎勢朋、錦洋幸治
- 北の湖敏満と千代の富士貢から
  - 大乃国康、双羽黒光司、太寿山忠明、巨砲丈士
- 千代の富士貢と貴乃花光司から
  - 寺尾常史、琴錦功宗
- 貴乃花光司と朝青龍明徳から
  - 出島武春、琴ノ若晴將、旭天鵬勝
- 朝青龍明徳と白鵬翔から
  - 稀勢の里寛

### 同一横綱からの連続金星獲得
| 四股名     | 連続場所数 | 期間                 | 配給横綱     |
| ---------- | ---------- | -------------------- | ------------ |
| 山錦善治郎 | 3場所連続  | 1930年5月-1931年1月  | 宮城山福松   |
| 楯甲新蔵   | 3場所連続  | 1940年5月-1941年5月  | 男女ノ川登三 |
| 鳴門海一行 | 3場所連続  | 1956年5月-1957年1月  | 鏡里喜代治   |
| 大豪久照   | 3場所連続  | 1964年11月-1965年3月 | 栃ノ海晃嘉   |
| 玉鷲一朗   | 3場所連続  | 2022年1月-2022年5月  | 照ノ富士春雄 |

太字の力士は現役力士。

### 金星獲得年少記録
（2024年現在）
| 1位 | 貴花田光司（千代の富士貢） | 18歳9か月  |
| 2位 | 白鵬翔（朝青龍明徳）       | 19歳8か月  |
| 3位 | 北の湖敏満（北の富士勝昭） | 19歳11か月 |
| 4位 | 大錦充周（琴櫻傑將）       | 20歳0か月  |
| 5位 | 錦洋幸治（大鵬幸喜）       | 20歳4か月  |

（ ）内は対戦相手。

### 金星獲得最年長記録
最年長記録は、2025年（令和7年）7月場所10日目の玉鷲一朗（対大の里泰輝戦）の40歳8か月。また初金星獲得最年長記録（年六場所制導入後）は、2014年（平成26年）7月場所9日目の豪風旭（対日馬富士公平戦）の35歳1か月。

### 金星獲得までの所要場所最速記録
- 太字の力士は現役力士。

#### 前相撲からの記録
| 順位 | 場所数 | 四股名       | 配給横綱                | 場所          |
| ---- | ------ | ------------ | ----------------------- | ------------- |
| 1位  | 12場所 | 安青錦新大   | 豊昇龍智勝              | 2025年7月場所 |
| 2位  | 14場所 | 小錦八十吉   | 隆の里俊英 千代の富士貢 | 1984年9月場所 |
| 2位  | 14場所 | 友風勇太     | 鶴竜力三郎              | 2019年7月場所 |
| 4位  | 15場所 | 大砂嵐金崇郎 | 鶴竜力三郎 日馬富士公平 | 2014年7月場所 |
| 4位  | 15場所 | 北勝富士大輝 | 鶴竜力三郎              | 2017年7月場所 |
| 4位  | 15場所 | 宇良和輝     | 日馬富士公平            | 2017年7月場所 |

#### 幕下付け出しからの記録
| 順位 | 場所数 | 四股名     | 配給横綱   | 場所          |
| ---- | ------ | ---------- | ---------- | ------------- |
| 1位  | 5場所  | 逸ノ城駿   | 鶴竜力三郎 | 2014年9月場所 |
| 2位  | 7場所  | 武双山正士 | 曙太郎     | 1994年1月場所 |
| 3位  | 8場所  | 遠藤聖大   | 鶴竜力三郎 | 2014年5月場所 |

- 武双山は幕下60枚目格、遠藤は10枚目格、逸ノ城は15枚目格付け出し。

#### 三段目付け出しからの記録
| 順位 | 場所数 | 四股名     | 配給横綱   | 場所          |
| ---- | ------ | ---------- | ---------- | ------------- |
| 1位  | 22場所 | 朝乃山英樹 | 鶴竜力三郎 | 2019年9月場所 |

- 朝乃山は100枚目格付け出し。

### 元大関の金星獲得
| 場所                   | 四股名         | 配給横綱     |
| ---------------------- | -------------- | ------------ |
| 1933年（昭和8年）5月   | 能代潟錦作     | 玉錦三右エ門 |
| 1949年（昭和24年）5月  | 汐ノ海運右エ門 | 東富士欽壹   |
| 1952年（昭和27年）9月  | 名寄岩静男     | 千代の山雅信 |
| 1957年（昭和32年）1月  | 三根山隆司     | 鏡里喜代治   |
| 1957年（昭和32年）5月  | 三根山隆司     | 鏡里喜代治   |
| 1957年（昭和32年）5月  | 大内山平吉     | 栃錦清隆     |
| 1957年（昭和32年）9月  | 三根山隆司     | 千代の山雅信 |
| 1976年（昭和51年）3月  | 魁傑將晃       | 北の湖敏満   |
| 2002年（平成14年）11月 | 貴ノ浪貞博     | 武蔵丸光洋   |
| 2003年（平成15年）1月  | 出島武春       | 貴乃花光司   |
| 2003年（平成15年）7月  | 貴ノ浪貞博     | 武蔵丸光洋   |
| 2007年（平成19年）1月  | 出島武春       | 朝青龍明徳   |
| 2007年（平成19年）3月  | 雅山哲士       | 朝青龍明徳   |
| 2008年（平成20年）9月  | 雅山哲士       | 朝青龍明徳   |
| 2017年（平成29年）9月  | 琴奨菊和弘     | 日馬富士公平 |
| 2018年（平成30年）1月  | 琴奨菊和弘     | 稀勢の里寛   |
| 2019年（令和元年）7月  | 琴奨菊和弘     | 白鵬翔       |
| 2022年（令和4年）9月   | 髙安晃         | 照ノ富士春雄 |
| 2024年（令和6年）1月   | 正代直也       | 照ノ富士春雄 |
| 2025年（令和7年）3月   | 髙安晃         | 豊昇龍智勝   |

- 元大関で昇進前に金星獲得経験がなく、陥落後に初めて獲得できたのは能代潟・貴ノ浪・雅山・琴奨菊の4人。
- 把瑠都・琴欧洲（平成以降ではこの2人）・大受・北葉山など、元大関で引退までに金星獲得経験が全くない力士も複数いる。
- 現役の大関経験者では霧島（2代）・豊昇龍・琴櫻（2代）・大の里が金星獲得経験がない。
- 太字の力士は現役力士。

### その他の記録
- 最高位が関脇以下で三役在位中に横綱戦での勝利経験があるものの、引退まで金星を獲得できなかった力士は千代鳳・時天空・普天王・琴稲妻・若翔洋・水戸泉・佐田の海（父）の7人。
  - うち、水戸泉が6勝、佐田の海が2勝しているほかは1勝のみである。
  - 現役力士では、若隆景が該当。
- 年6場所制以降に誕生した横綱のうち、柏戸・輪島・武蔵丸・鶴竜・照ノ富士・豊昇龍・大の里の7人は金星獲得経験がない。
  - 豊昇龍に関しては三役在位中の横綱戦での勝利経験もない。
  - 戦後に誕生した横綱を含めると羽黒山と東富士も該当し、それより前にも存在する。
  - 逆に歴代横綱で金星を最も多く獲得したのは朝潮太郎（3代）で、7個。
- 年6場所制以降に誕生した横綱のうち、金星を2個以上獲得した力士は多数存在するが、若乃花（2代）・若乃花（3代）・稀勢の里以外は1場所で複数獲得したことがある。
  - 逆に三役未経験者で1場所に金星を複数個獲得した力士は三杉磯・荒鷲の2人。
- 平成最後の金星獲得は逸ノ城。
- 令和初の金星獲得は玉鷲。
- 大正時代に「金星」という相撲用語が見られるようになってから最も番付下位の力士による金星獲得の記録は、2025年7月場所13日目に東前頭15枚目琴勝峰が西横綱大の里を破った取組である。それまでは長らく戦前の1941年1月場所4日目に西前頭14枚目小松山が東横綱男女ノ川を破った取組、戦後では1991年7月場所11日目に東前頭13枚目琴富士が東横綱旭富士を破った取組が金星獲得の最低地位の記録であった。

## 金星配給記録

### 金星配給数
| 順位 | 四股名       | 在位数 | 金星 配給数 |
| ---- | ------------ | ------ | ----------- |
| 1位  | 北の湖敏満   | 63場所 | 53個        |
| 2位  | 日馬富士公平 | 31場所 | 40個        |
| 3位  | 輪島大士     | 47場所 | 39個        |
| 3位  | 貴乃花光司   | 49場所 | 39個        |
| 5位  | 柏戸剛       | 47場所 | 35個        |
| 5位  | 曙太郎       | 48場所 | 35個        |
| 7位  | 千代の山雅信 | 32場所 | 34個        |
| 8位  | 栃ノ海晃嘉   | 17場所 | 33個        |
| 8位  | 鶴竜力三郎   | 41場所 | 33個        |
| 10位 | 鏡里喜代治   | 21場所 | 31個        |
| 10位 | 栃錦清隆     | 28場所 | 31個        |

### 金星配給連続日数
| 順位 | 四股名       | 金星配給連続日数 | 期間                           | 対戦相手内訳                                                                    | 最終成績   |
| ---- | ------------ | ---------------- | ------------------------------ | ------------------------------------------------------------------------------- | ---------- |
| 1位  | 宮城山福松   | 4日              | 1931年初場所 初日 − 4日目      | 初日（藤ノ里栄藏）、2日目（新海幸藏）、3日目（玉碇佐太郎）、4日目（山錦善治郎） | 1勝6敗4休  |
| 2位  | 宮城山福松   | 3日              | 1930年秋場所 初日 − 3日目      | 初日（外ヶ濱弥太郎）、2日目（新海幸藏）、3日目（山錦善治郎）                    | 5勝6敗     |
| 2位  | 武藏山武     | 3日              | 1936年初場所 2日目 − 4日目     | 2日目（双葉山定次）、3日目（巴潟誠一）、4日目（番神山政三郎）                   | 3勝5敗3休  |
| 2位  | 双葉山定次   | 3日              | 1939年初場所 4日目 − 6日目     | 4日目（安藝ノ海節男）、5日目（両國梶之助）、6日目（鹿嶌洋起市）                 | 9勝4敗     |
| 2位  | 男女ノ川登三 | 3日              | 1941年初場所 3日目 − 5日目     | 3日目（佐渡ヶ嶌林蔵）、4日目（小松山貞造）、5日目（楯甲新蔵）                   | 10勝5敗    |
| 2位  | 千代の山雅信 | 3日              | 1953年春場所 3日目 − 5日目     | 3日目（二瀬山勝語）、4日目（清水川元吉）、5日目（若乃花幹士 (初代)）            | 1勝5敗9休  |
| 2位  | 千代の山雅信 | 3日              | 1955年初場所 6日目 − 中日      | 6日目（双ツ龍徳義）、7日目（琴ヶ濱貞雄）、中日（朝潮太郎 (3代)）                | 12勝3敗◎   |
| 2位  | 吉葉山潤之輔 | 3日              | 1956年初場所 2日目 − 4日目     | 2日目（成山明）、3日目（信夫山治貞）、4日目（栃光正之）                         | 9勝6敗     |
| 2位  | 千代の山雅信 | 3日              | 1958年秋場所 2日目 − 4日目     | 2日目（玉乃海太三郎）、3日目（北の洋昇）、4日目（房錦勝比古）                   | 1勝4敗10休 |
| 2位  | 大鵬幸喜     | 3日              | 1964年名古屋場所 2日目 − 4日目 | 2日目（開隆山勘之亟）、3日目（明武谷力伸）、4日目（海乃山勇）                   | 1勝4敗10休 |
| 2位  | 琴櫻傑將     | 3日              | 1974年春場所 9日目 − 11日目    | 9日目（鷲羽山佳和）、10日目（荒勢永英）、11日目（高見山大五郎）                 | 8勝7敗     |
| 2位  | 若乃花勝     | 3日              | 1999年春場所 2日目 − 4日目     | 2日目（土佐ノ海敏生）、3日目（琴錦功宗）、4日目（旭鷲山昇）                     | 5勝5敗5休  |
| 2位  | 武蔵丸光洋   | 3日              | 2003年名古屋場所 3日目 − 5日目 | 3日目（安美錦竜児）、4日目（貴ノ浪貞博）、5日目（高見盛精彦）                   | 2勝4敗9休  |
| 2位  | 日馬富士公平 | 3日              | 2017年秋場所 3日目 − 5日目     | 3日目（琴奨菊和弘）、4日目（北勝富士大輝）、5日目（阿武咲奎也）                 | 11勝4敗◎   |
| 2位  | 稀勢の里寛   | 3日              | 2017年九州場所 7日目 − 9日目   | 7日目（北勝富士大輝）、中日（逸ノ城駿）、9日目（宝富士大輔）                    | 4勝6敗5休  |
| 2位  | 稀勢の里寛   | 3日              | 2018年初場所 3日目 − 5日目     | 3日目（逸ノ城駿）、4日目（琴奨菊和弘）、5日目（嘉風雅継）                       | 1勝5敗9休  |
| 2位  | 稀勢の里寛   | 3日              | 2018年九州場所 2日目 − 4日目   | 2日目（妙義龍泰成）、3日目（北勝富士大輝）、4日目（栃煌山雄一郎）               | 0勝5敗10休 |
| 2位  | 鶴竜力三郎   | 3日              | 2019年秋場所 5日目 − 7日目     | 5日目（朝乃山英樹）、6日目（大栄翔勇人）、7日目（友風勇太）                     | 4勝4敗7休  |
| 2位  | 照ノ富士春雄 | 3日              | 2024年春場所 4日目 − 6日目     | 4日目（明生力）、5日目（王鵬幸之介）、6日目（隆の勝伸明）                       | 2勝5敗8休  |
| 2位  | 豊昇龍智勝   | 3日              | 2025年名古屋場所 2日目 − 4日目 | 2日目（若元春港）、3日目（安青錦新大）、4日目（阿炎政虎）                       | 1勝4敗10休 |

- 最終成績の横に◎の付いている力士は、その場所を優勝している。
- 太字の力士は2025年7月場所4日目現在、現役力士である。

### 1場所5金星配給
| 場所       | 横綱       | 配給相手                           |
| ---------- | ---------- | ---------------------------------- |
| 2001年9月  | 武蔵丸光洋 | 琴光喜 朝青龍 海鵬 玉春日 栃乃洋   |
| 2017年11月 | 稀勢の里寛 | 玉鷲 貴景勝 北勝富士 逸ノ城 宝富士 |

- 武蔵丸（2001年9月場所）は当場所11日目で5個目の金星を配給するも（6勝5敗）、千秋楽まで皆勤し9勝6敗。
- 稀勢の里（2017年11月場所）は当場所9日目で5個目の金星を配給し（4勝5敗）、翌10日目から途中休場（4勝6敗5休）。
- 太字の力士は現役力士。

### 連続場所金星配給
| 四股名         | 連続場所数 | 期間                                         |
| -------------- | ---------- | -------------------------------------------- |
| 栃ノ海晃嘉     | 11場所連続 | 1964年（昭和39年）3月-1965年（昭和40年）11月 |
| 貴乃花光司     | 9場所連続  | 1997年（平成9年）1月-1998年（平成10年）5月   |
| 照ノ富士春雄   | 9場所連続  | 2022年（令和4年）1月 - 2024年（令和6年）3月  |
| 朝潮太郎 (3代) | 8場所連続  | 1960年（昭和35年）9月-1961年（昭和36年）11月 |
| 北の湖敏満     | 8場所連続  | 1975年（昭和50年）5月-1976年（昭和51年）7月  |
| 栃錦清隆       | 7場所連続  | 1955年（昭和30年）1月-1956年（昭和31年）5月  |
| 大乃国康       | 7場所連続  | 1988年（昭和63年）9月-1989年（平成元年）9月  |

### 連続場所金星無配給
| 四股名           | 連続場所数 | 期間                                                  |
| ---------------- | ---------- | ----------------------------------------------------- |
| 白鵬翔           | 10場所連続 | 2013年（平成25年）3月場所-2014年（平成26年）9月場所   |
| 大鵬幸喜         | 9場所連続  | 1965年（昭和40年）7月場所-1967年（昭和42年）1月場所   |
| 玉の海正洋       | 7場所連続  | 1970年（昭和45年）9月場所-1971年（昭和46年）9月場所   |
| 北の湖敏満       | 7場所連続  | 1976年（昭和51年）9月場所-1977年（昭和52年）9月場所   |
| 白鵬翔           | 7場所連続  | 2011年（平成23年）1月場所-2012年（平成24年）3月場所   |
| 若乃花幹士 (2代) | 6場所連続  | 1978年（昭和53年）9月場所-1979年（昭和54年）7月場所   |
| 千代の富士貢     | 6場所連続  | 1987年（昭和62年）11月場所-1988年（昭和63年）11月場所 |
| 貴乃花光司       | 6場所連続  | 2000年（平成12年）3月場所-2002年（平成14年）7月場所   |
| 白鵬翔           | 6場所連続  | 2009年（平成21年）11月場所-2010年（平成22年）9月場所  |

- 年6場所制以降で、皆勤場所のみ対象。太字は間に休場を挟まない記録。休場を挟まない記録としては、大鵬は6場所連続、千代の富士と貴乃花は4場所連続が最長となる。

### 金星初配給までの所要取組数
| 四股名       | 新横綱場所     | 初金星            | 相手力士       | 所要取組数 |
| ------------ | -------------- | ----------------- | -------------- | ---------- |
| 輪島大士     | 1973年7月場所  | 横綱5場所目3日目  | 長谷川勝敏     | 61番       |
| 北勝海信芳   | 1987年7月場所  | 横綱4場所目2日目  | 花乃湖健       | 47番       |
| 北の富士勝昭 | 1970年3月場所  | 横綱3場所目5日目  | 若浪順         | 35番       |
| 千代の山雅信 | 1951年9月場所  | 横綱3場所目初日   | 二瀬山勝語     | 31番       |
| 双葉山定次   | 1938年1月場所  | 横綱3場所目4日目  | 安藝ノ海節男   | 30番       |
| 白鵬翔       | 2007年7月場所  | 横綱2場所目11日目 | 豊ノ島大樹     | 26番       |
| 貴乃花光司   | 1995年1月場所  | 横綱2場所目7日目  | 寺尾常史       | 22番       |
| 照國萬藏     | 1943年1月場所  | 横綱2場所目5日目  | 松浦潟達也     | 20番       |
| 吉葉山潤之輔 | 1954年3月場所  | 横綱4場所目5日目  | 朝潮太郎       | 20番       |
| 玉の海正洋   | 1970年3月場所  | 横綱2場所目4日目  | 福の花孝一     | 19番       |
| 隆の里俊英   | 1983年9月場所  | 横綱2場所目4日目  | 大乃国康       | 19番       |
| 旭富士正也   | 1990年9月場所  | 横綱2場所目4日目  | 安芸ノ島勝巳   | 19番       |
| 稀勢の里寛   | 2017年3月場所  | 横綱2場所目4日目  | 遠藤聖大       | 19番       |
| 照ノ富士春雄 | 2021年9月場所  | 横綱1場所目9日目  | 大栄翔勇人     | 9番        |
| 豊昇龍智勝   | 2025年3月場所  | 横綱1場所目5日目  | 千代翔馬富士雄 | 5番        |
| 鶴竜力三郎   | 2014年5月場所  | 横綱1場所目4日目  | 遠藤聖大       | 4番        |
| 大の里泰輝   | 2025年7月場所  | 横綱1場所目4日目  | 王鵬幸之介     | 4番        |
| 朝青龍明徳   | 2003年3月場所  | 横綱1場所目3日目  | 旭天鵬勝       | 3番        |
| 日馬富士公平 | 2012年11月場所 | 横綱1場所目2日目  | 隠岐の海歩     | 2番        |

- 昭和以降。
- 太字は休場を含まない記録。取組数には不戦敗を含まず、不戦勝を含む。
- 太字の力士は現役力士。
- 双葉山と隆の里の二人は、横綱としての初黒星が金星配給であった。

### 新横綱初日が金星配給だった横綱
| 四股名            | 新横綱場所     | 相手力士     |
| ----------------- | -------------- | ------------ |
| 栃錦清隆          | 1955年1月場所  | 大昇充宏     |
| 若乃花幹士 (初代) | 1958年3月場所  | 信夫山治貞   |
| 柏戸剛            | 1961年11月場所 | 開隆山勘之亟 |
| 栃ノ海晃嘉        | 1964年3月場所  | 羽黒川修光   |
| 北の湖敏満        | 1974年9月場所  | 金剛正裕     |
| 若乃花幹士 (2代)  | 1978年7月場所  | 富士櫻栄守   |

- 昭和以降。
- 金星ではなかったが新横綱場所初日が黒星だった横綱には、佐田の山晋松、貴乃花光司、豊昇龍智勝がいる（ともに小結に敗退）。

### 年間金星無配給
年六場所制以降、6場所を皆勤してのものとしては、2024年時点まで未記録。年間金星配給最少の記録は1で、大鵬はじめ複数の横綱が記録している。また年間に限らない連続6場所皆勤しての金星なしは白鵬の3回を筆頭に、大鵬、玉の海、北の湖、2代若乃花がそれぞれ1回ずつ記録している。惜しかった例としては1971年の玉の海と2011年の白鵬で、玉の海は9月場所まで金星無しの後の現役死、白鵬は技量審査場所を含め金星配給無しだったが、この年は八百長問題による春場所中止で年5場所だった。

### 金星配給の一場所平均
単純に「金星配給数÷横綱在位場所数（全休場所等も含める）の見方で、1958年・年6場所制移行後の横綱として「金星配給率」の最も多いのは栃ノ海晃嘉。在位17場所で33個配給は、一場所平均約1.94個になる。それに次ぐのは若乃花勝（在位11場所・18個配給、一場所平均約1.64個）で、以降は琴櫻傑將（在位8場所・12個配給、一場所平均1.50個）、稀勢の里寛（在位12場所・18個配給、一場所平均1.50個）、旭富士正也（在位9場所・12個配給、一場所平均約1.33個）が続く。
なお通算の金星配給が53個で歴代最多の北の湖敏満は、横綱在位も63場所と長く、配給率では一場所平均0.841個となっている。
1957年・年6場所制以前の横綱では、男女ノ川登三（在位12場所・22個配給、一場所平均約1.83個）が最多で、宮城山福松（在位17場所・29個配給、一場所平均約1.71個）、鏡里喜代治（在位21場所・31個配給、一場所平均約1.48個）、前田山英五郎（在位6場所・配給8個、一場所平均約1.33個）、朝潮太郎（在位16場所・配給20個、一場所平均約1.25個）が続く。
逆に、「金星配給率」の少ない横綱は白鵬翔で、在位84場所中で金星配給は26個、一場所で平均約0.309個という驚異的なペースを保ったまま引退した（歴代2位）。また、これまでに皆勤10場所連続金星なしを1度、6場所連続以上を3度記録している。
その他の金星配給率の少ない力士は、玉の海正洋（在位10場所・配給3個、一場所平均0.30個）と玉錦三右エ門（在位12場所・配給4個、一場所平均約0.33個、年6場所制移行前）という二所一門の先輩後輩だが、この2人共に力が衰える前に現役のまま早世した。栃木山守也は現役中に早世したわけではないが、在位15場所に対し5個しか配給せず、一場所平均0.30個であった。彼ら以外での最少は大鵬幸喜（在位58場所・配給28個、一場所平均約0.48個）で、千代の富士貢（在位59場所・配給29個、一場所平均約0.49個）、朝青龍明徳（在位42場所・配給25個、一場所平均約0.60個）、北の富士勝昭（在位27場所・配給17個、一場所平均約0.63個）が続く。
その他、年6場所制移行前には太刀山峯右エ門のように、10場所以上在位しながらも金星を全く配給しなかった横綱も存在する。
珍記録としては、金星配給率が「一場所平均でぴったり1」の横綱が昭和以降で3人いる。東富士欽壹（在位20場所、金星20個）、佐田の山晋松（在位19場所、金星19個）、双羽黒光司（在位8場所、金星8個）。

### 金星配給率（昭和以降・少数順ベスト10）
| 四股名            | 金星配給率 | 金星配給数 | 平幕対戦数 | 横綱在位数 | 1場所平均率 |
| ----------------- | ---------- | ---------- | ---------- | ---------- | ----------- |
| 玉の海正洋        | 0.049      | 3個        | 61回       | 10場所     | 0.300       |
| 白鵬翔            | 0.052      | 26個       | 497回      | 84場所     | 0.309       |
| 玉錦三右エ門      | 0.066      | 4個        | 60回       | 12場所     | 0.333       |
| 千代の富士貢      | 0.081      | 29個       | 357回      | 59場所     | 0.492       |
| 大鵬幸喜          | 0.084      | 28個       | 335回      | 58場所     | 0.483       |
| 朝青龍明徳        | 0.091      | 25個       | 276回      | 42場所     | 0.595       |
| 双葉山定次        | 0.104      | 14個       | 134回      | 17場所     | 0.824       |
| 北の富士勝昭      | 0.124      | 17個       | 137回      | 27場所     | 0.630       |
| 貴乃花光司        | 0.125      | 39個       | 311回      | 49場所     | 0.796       |
| 若乃花幹士 (初代) | 0.129      | 22個       | 410回      | 25場所     | 0.880       |

- 平幕力士との対戦回数は、不戦敗を除く。
- 玉の海と玉錦の2人は現役中に病死。朝青龍は不祥事により現役引退。

### 金星配給率（昭和以降・多数順ワースト10）
| 四股名         | 金星配給率 | 金星配給数 | 平幕対戦数 | 横綱在位数 | 1場所平均率 |
| -------------- | ---------- | ---------- | ---------- | ---------- | ----------- |
| 稀勢の里寛     | 0.419      | 18個       | 43回       | 12場所     | 1.500       |
| 武蔵山武       | 0.375      | 6個        | 16回       | 8場所      | 0.750       |
| 栃ノ海晃嘉     | 0.375      | 33個       | 88回       | 17場所     | 1.941       |
| 前田山英五郎   | 0.333      | 8個        | 24回       | 6場所      | 1.333       |
| 東富士欽壹     | 0.323      | 20個       | 62回       | 20場所     | 1.000       |
| 若乃花勝       | 0.286      | 18個       | 63回       | 11場所     | 1.636       |
| 吉葉山潤之輔   | 0.278      | 20個       | 72回       | 17場所     | 1.176       |
| 三重ノ海剛司   | 0.278      | 10個       | 36回       | 8場所      | 1.250       |
| 男女ノ川登三   | 0.265      | 22個       | 83回       | 12場所     | 1.833       |
| 朝潮太郎 (3代) | 0.256      | 20個       | 78回       | 16場所     | 1.250       |

- 平幕力士との対戦回数は、不戦敗を除く。
- 前田山は不祥事により現役引退。
- 朝潮 (3代)の横綱在位数は、引退直後の番付上も数えると17場所となる。

## 座布団
現在では横綱が敗れると会場全体から座布団が舞う。金星を挙げた力士に対する賞賛の意味であるが、実際は土俵上の力士や行司、またその他の観客に座布団が当たるなどして怪我の恐れがあるため、館内では投げないようにと放送が流れる。
近年は、座布団同士を繋ぎとめて投げられないようにするなどの対策が取られており、2010年11月場所で稀勢の里が白鵬の連勝記録を止める金星を挙げた際には、座布団が舞うことはなかった。一方、歴史や文化的観点からこのような対策が取られることに苦言を呈す者もいる。